# Neun Heldinnen

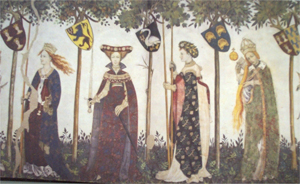
Fresko mit vier der neun Heldinnen im Castello della Manta in Mantua, um 1420

Der ikonographische Typus der neun Heldinnen (neuf preuses) entstand im Mittelalter als Parallele zu dem Typus der männlichen neun Helden. Während die Männergruppe in der Renaissance oft zu fürstlichen Repräsentationszwecken genutzt wurde, findet man die neun Heldinnen vor allem in der Ikonographie.
Welche Frauen jeweils zu den Heldinnen gezählt werden, unterscheidet sich von Künstler zu Künstler. Von den neun Heldinnen bei Hans Burgkmair stammen beispielsweise je drei aus der römischen Mythologie, dem Alten Testament und der Kirchengeschichte:
- Lucretia
- Veturia
- Virginia
- Königin Ester
- Judit
- Jaël
- die heilige Helena
- Birgitta von Schweden und
- Elisabeth von Thüringen

Thomas von Saluces nennt in seinem allegorischen Roman Le chevalier errant (1403–1404) dagegen neun Heldinnen, die von Herodot genannt werden und/oder aus der griechischen Mythologie stammen:
- Deiphille
- Iynoppe
- Hippolyte
- Menalyppe, Führerin der Amazonen
- Semiramis
- Lampeto, Königin der Amazonen
- Thamarys
- Theuca
- Penthesilea

Sébastien Mamerot führt in seiner Histoire des neuf preux et des neuf preuses (1460–1461) neben vier alttestamentlichen und zwei antiken Gestalten drei Königinnen auf:
- Deborah
- Judit
- Königin Ester
- Susanna
- Lucretia
- Boadicia
- Mariamne I.
- Klothilde
- Andegona